# Monica Giandotti
Monica Giandotti (Roma, 23 maggio 1978) è una giornalista e conduttrice televisiva italiana.

## Biografia
Inizia la carriera giornalistica a Canale 10 di Ostia (Roma). Nel 2003 le viene data l'opportunità di condurre il telegiornale nazionale di Home Shopping Europe. Dal 2011 è inviata di Blog - La versione di Banfi su Rete 4.
Nel 2018 e nel 2019 conduce su Rai 3 Agorà Estate, mentre da gennaio 2019 ad agosto 2020 conduce l'edizione delle 19 del TG3.
Dal 2020 all'11 marzo 2022 affianca Marco Frittella alla conduzione di Unomattina, su Rai 1.
Dal 12 settembre 2022 conduce su Rai 3 Agorà, lasciando così la conduzione di Unomattina a Massimiliano Ossini.
Dal 4 settembre 2023 all'11 aprile 2025 conduce TG3 Linea Notte.
Il 14 aprile 2025 debutta a TG2 Post.

## Vita privata
Dal 2011 è sposata con il giornalista Stefano Cappellini, con cui nello stesso anno ha avuto un figlio.

## Conduzioni
- Tg Home Shopping Europe (Home Shopping Europe, 2003-2005)
- TG3 (Rai 3, 2010-2020)
- Blog - La versione di Banfi (Rete 4, 2011) inviata
- Agorà Estate (Rai 3, 2018-2019)
- Notte di luce (Rai 1, 2020)
- Unomattina (Rai 1,  2020-2022)
- Agorà (Rai 3, 2022-2023)
- La notte dei serpenti (Rai 1, 2023)
- TG3 Linea Notte (Rai 3, 2023-2025)
- TG2 Post (Rai 2, dal 2025)